# Deltote nigrosparsata
Deltote nigrosparsata là một loài bướm đêm trong họ Noctuidae.